# Axel Segerström
Axel Segerström, född 18 april 1943 i Örgryte församling, Göteborgs och Bohus län, död 25 november 2023, var en svensk skådespelare. 

## Filmografi
- 1964 – Svenska bilder
- 1971 – Kärlekens XYZ
- 1977 – Tabu
- 1987 – Autopsi (kortfilm)

## Teater

### Roller (ej komplett)
| År   | Roll      | Produktion                                                            | Regi               | Teater                           |
| ---- | --------- | --------------------------------------------------------------------- | ------------------ | -------------------------------- |
| 1967 | Egeus     | En midsommarnattsdröm (A Midsummer Night's Dream) William Shakespeare | Donya Feuer        | Parkteatern/ Dramaten            |
| 1969 | Michel    | Bröllopsfesten (Hochzeit) Elias Canetti                               | Donya Feuer        | Dramaten                         |
| 1970 |           | Blodsbröllop (Bodas de Sangre) Federico García Lorca                  | Lars-Erik Liedholm | Norrköping-Linköping stadsteater |
| 1975 |           | Modern (Die Mutter) Bertolt Brecht                                    | Ove Tjernberg      | Borås stadsteater                |
| 1983 | Riff-Raff | The Rocky Horror Show Richard O'Brien                                 | Thotte Dellert     | Chinateatern                     |